# Episodi di Sempre al tuo fianco
La prima stagione della serie televisiva Sempre al tuo fianco, composta da 12 episodi, è stata trasmessa in prima visione su Rai 1 dal 15 settembre al 27 ottobre 2024 con due episodi in sei prime serate. I primi due episodi sono stati pubblicati in anteprima su RaiPlay il 14 settembre 2024.
| nº | Titolo                 | Prima TV          |
| -- | ---------------------- | ----------------- |
| 1  | Emozioni               | 15 settembre 2024 |
| 2  | Una scelta inaspettata | 15 settembre 2024 |
| 3  | Cuori in affanno       | 22 settembre 2024 |
| 4  | Emergenza in famiglia  | 22 settembre 2024 |
| 5  | Segreti sommersi       | 29 settembre 2024 |
| 6  | Non mi lasciare        | 29 settembre 2024 |
| 7  | Le ombre del passato   | 13 ottobre 2024   |
| 8  | Un giorno da ragazzi   | 13 ottobre 2024   |
| 9  | Ferite aperte          | 20 ottobre 2024   |
| 10 | Verità tossiche        | 20 ottobre 2024   |
| 11 | Una strana atmosfera   | 27 ottobre 2024   |
| 12 | La resa dei conti      | 27 ottobre 2024   |

## Emozioni
- Diretto da: Marco Pontecorvo e Gianluca Mazzella
- Scritto da: Pietro Calderoni, Valter Lupo, Sofia Bruschetta e Angelo Carbone

### Trama
- Ascolti: telespettatori 2 781 000 – share 16,20%[5].

## Una scelta inaspettata
- Diretto da: Marco Pontecorvo e Gianluca Mazzella
- Scritto da: Pietro Calderoni, Valter Lupo, Sofia Bruschetta e Angelo Carbone

### Trama
- Ascolti: telespettatori 2 157 000 – share 15,10%[5].

## Cuori in affanno
- Diretto da: Marco Pontecorvo e Gianluca Mazzella
- Scritto da: Pietro Calderoni, Valter Lupo, Sofia Bruschetta e Angelo Carbone

### Trama
- Ascolti: telespettatori 2 497 000 – share 14,70%[6].

## Emergenza in famiglia
- Diretto da: Marco Pontecorvo e Gianluca Mazzella
- Scritto da: Pietro Calderoni, Valter Lupo, Sofia Bruschetta e Angelo Carbone

### Trama
- Ascolti: telespettatori 2 091 000 – share 14,63%[6].

## Segreti sommersi
- Diretto da: Marco Pontecorvo e Gianluca Mazzella
- Scritto da: Pietro Calderoni, Valter Lupo, Sofia Bruschetta e Angelo Carbone

### Trama
- Ascolti: telespettatori 2 520 000 – share 14,50%[7].

## Non mi lasciare
- Diretto da: Marco Pontecorvo e Gianluca Mazzella
- Scritto da: Pietro Calderoni, Valter Lupo, Sofia Bruschetta e Angelo Carbone

### Trama
- Ascolti: telespettatori 2 181 000 – share 15,90%[7].

## Le ombre del passato
- Diretto da: Marco Pontecorvo e Gianluca Mazzella
- Scritto da: Pietro Calderoni, Valter Lupo, Sofia Bruschetta e Angelo Carbone

### Trama
- Ascolti: telespettatori 2 475 000 – share 13,05%[8].

## Un gioco da ragazzi
- Diretto da: Marco Pontecorvo e Gianluca Mazzella
- Scritto da: Pietro Calderoni, Valter Lupo, Sofia Bruschetta e Angelo Carbone

### Trama
- Ascolti: telespettatori 2 131 000 – share 14,18%[8].

## Ferite aperte
- Diretto da: Marco Pontecorvo e Gianluca Mazzella
- Scritto da: Pietro Calderoni, Valter Lupo, Sofia Bruschetta e Angelo Carbone

### Trama
- Ascolti: telespettatori 2 530 000 – share 13,10%[9].

## Verità tossiche
- Diretto da: Marco Pontecorvo e Gianluca Mazzella
- Scritto da: Pietro Calderoni, Valter Lupo, Sofia Bruschetta e Angelo Carbone

### Trama
- Ascolti: telespettatori 2 187 000 – share 13,40%[9].

## Una strana atmosfera
- Diretto da: Marco Pontecorvo e Gianluca Mazzella
- Scritto da: Pietro Calderoni, Valter Lupo, Sofia Bruschetta e Angelo Carbone

### Trama
- Ascolti: telespettatori 2 300 000 – share 11,52%[10].

## La resa dei conti
- Diretto da: Marco Pontecorvo e Gianluca Mazzella
- Scritto da: Pietro Calderoni, Valter Lupo, Sofia Bruschetta e Angelo Carbone

### Trama
- Ascolti: telespettatori 1 909 000 – share 11,50%[10].